# João Timóteo da Costa
João Timóteo da Costa (Rio de Janeiro, 1879 — Rio de Janeiro, 1932) foi um pintor e decorador brasileiro.

## Vida
Irmão do pintor Artur Timóteo da Costa, com ele trabalhou como aprendiz da Casa da Moeda do Rio de Janeiro. Ingressou na Escola Nacional de Belas Artes por volta de 1894, sendo ali orientado por Rodolfo Amoedo, Zeferino da Costa e Daniel Bérard.
Participou diversas vezes da Exposição Geral de Belas Artes a partir de 1906, na qual conquistou, entre outros prêmios, a pequena medalha de ouro.
Com o irmão Arthur e os irmãos Carlos Chambelland e Rodolfo Chambelland, em 1911 trabalhou na decoração do pavilhão brasileiro da Exposição Internacional de Turim, na Itália, permanecendo na Europa por mais de um ano.
É de sua autoria a decoração da sede do Fluminense Futebol Clube, do salão nobre do atual Palácio Tiradentes e do Hotel Copacabana Palace, todos no Rio de Janeiro.
A insanidade do irmão, falecido precocemente em 1920, e a morte da filha, aos 6 anos de idade, são golpes dos quais o artista nunca se recuperaria totalmente. Como seu irmão Artur, João Timóteo da Costa morreu no Hospício Nacional de Alienados, no Rio de Janeiro, em 20 de março de 1932, aos 53 anos.

## Galeria

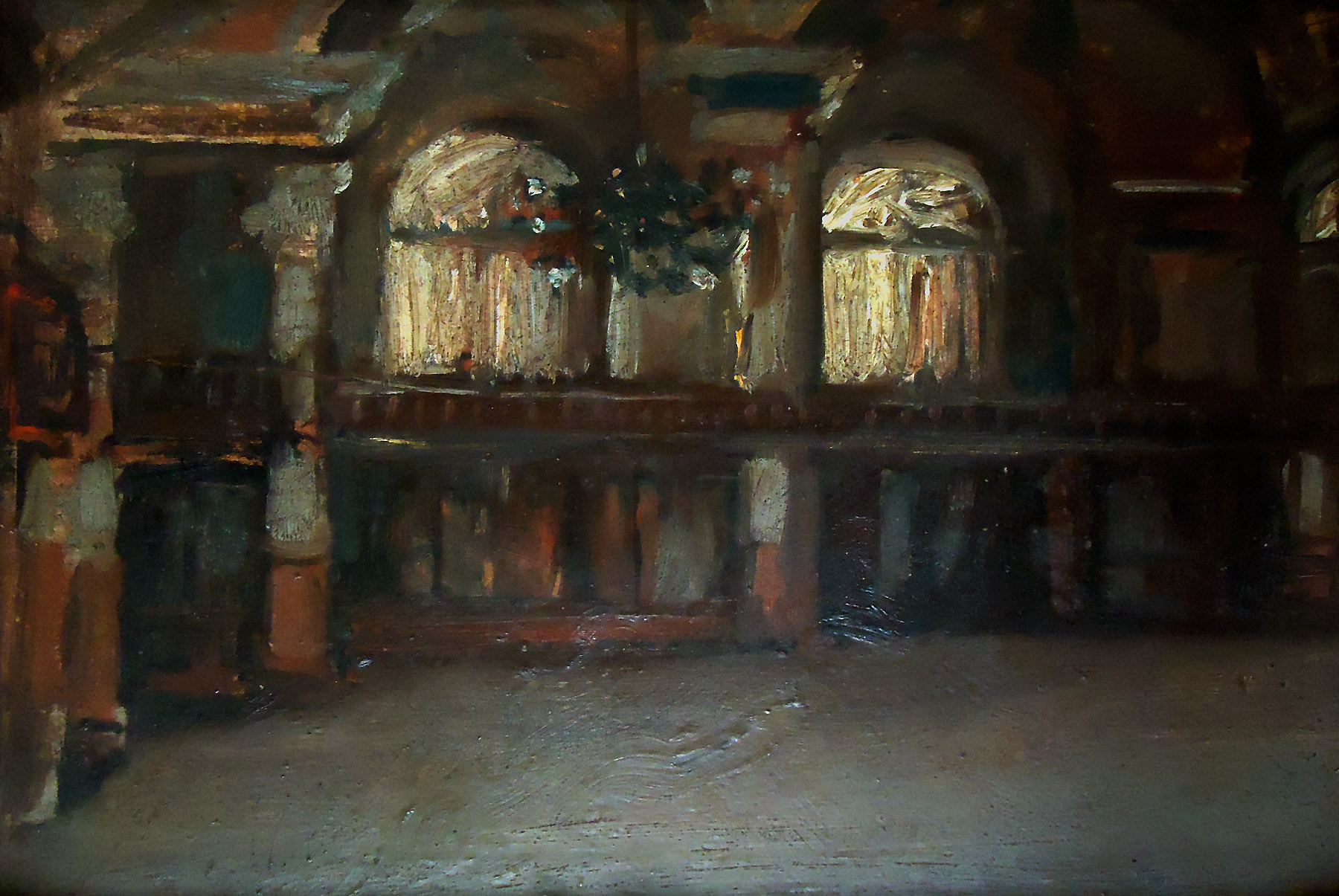
Interior da Cadeia Velha, antiga Câmara dos Deputados (1917)
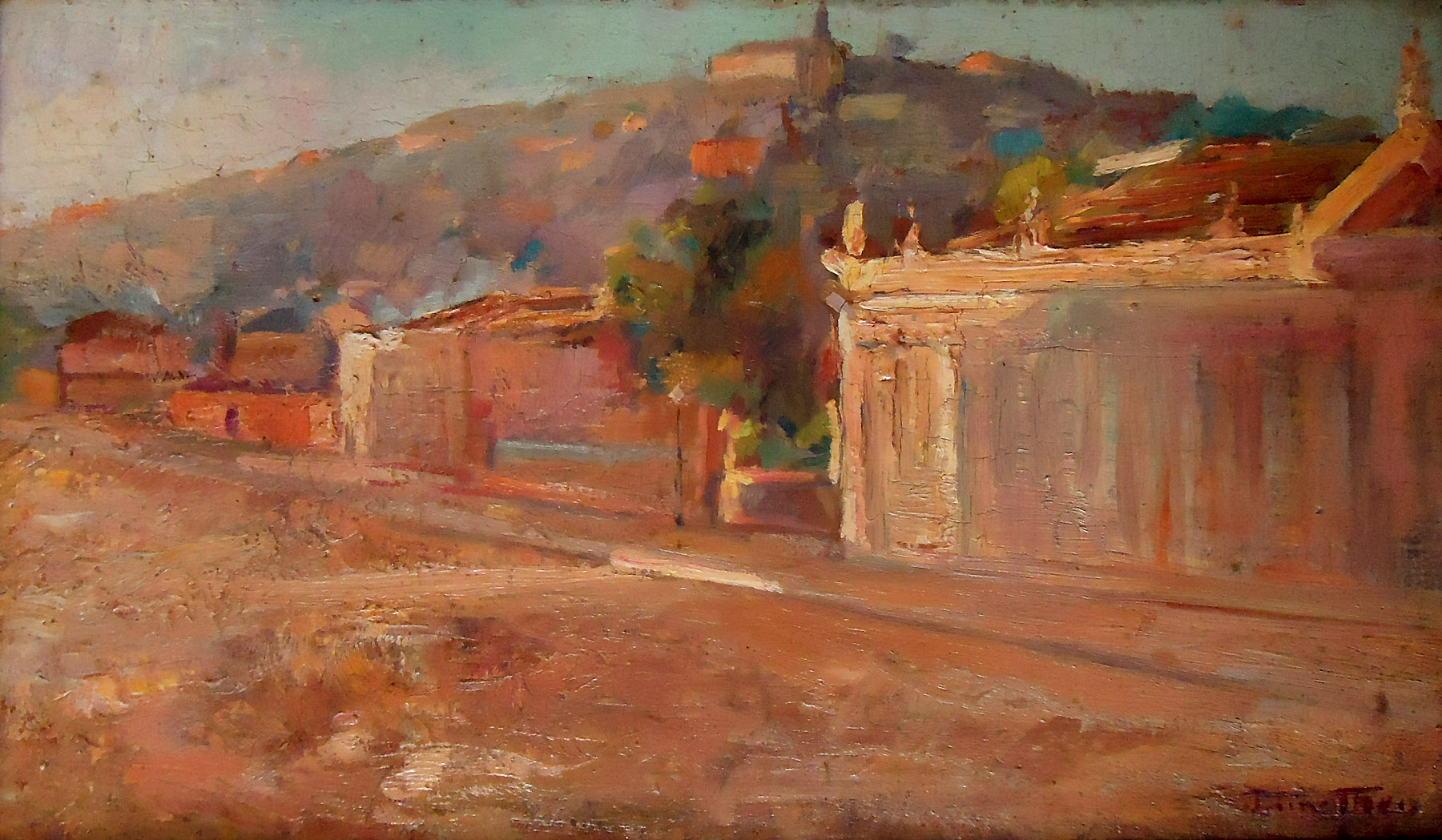
Reflexos do sol em morro do Rio de Janeiro (1909)
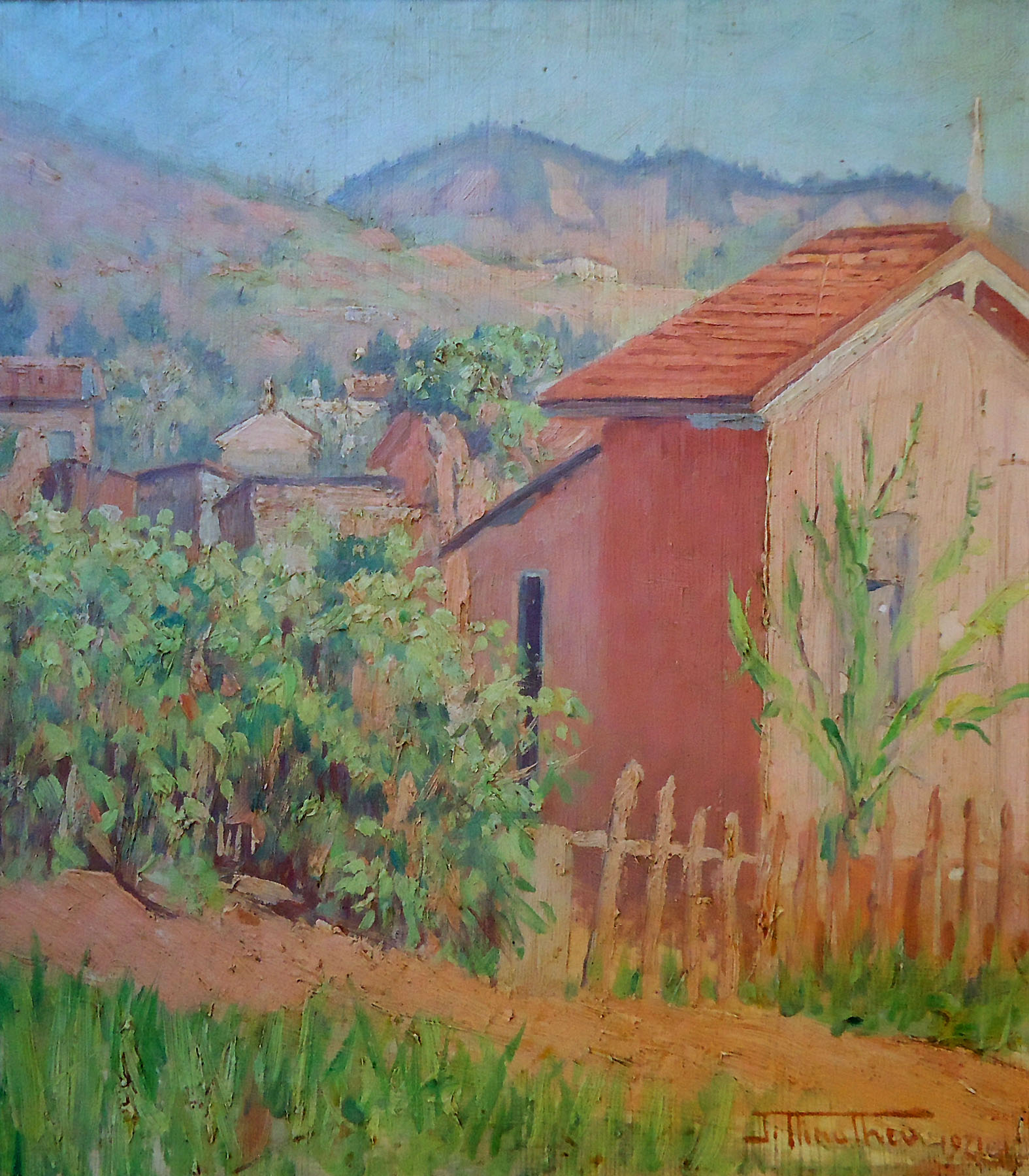
A casa cor de rosa, (1921)
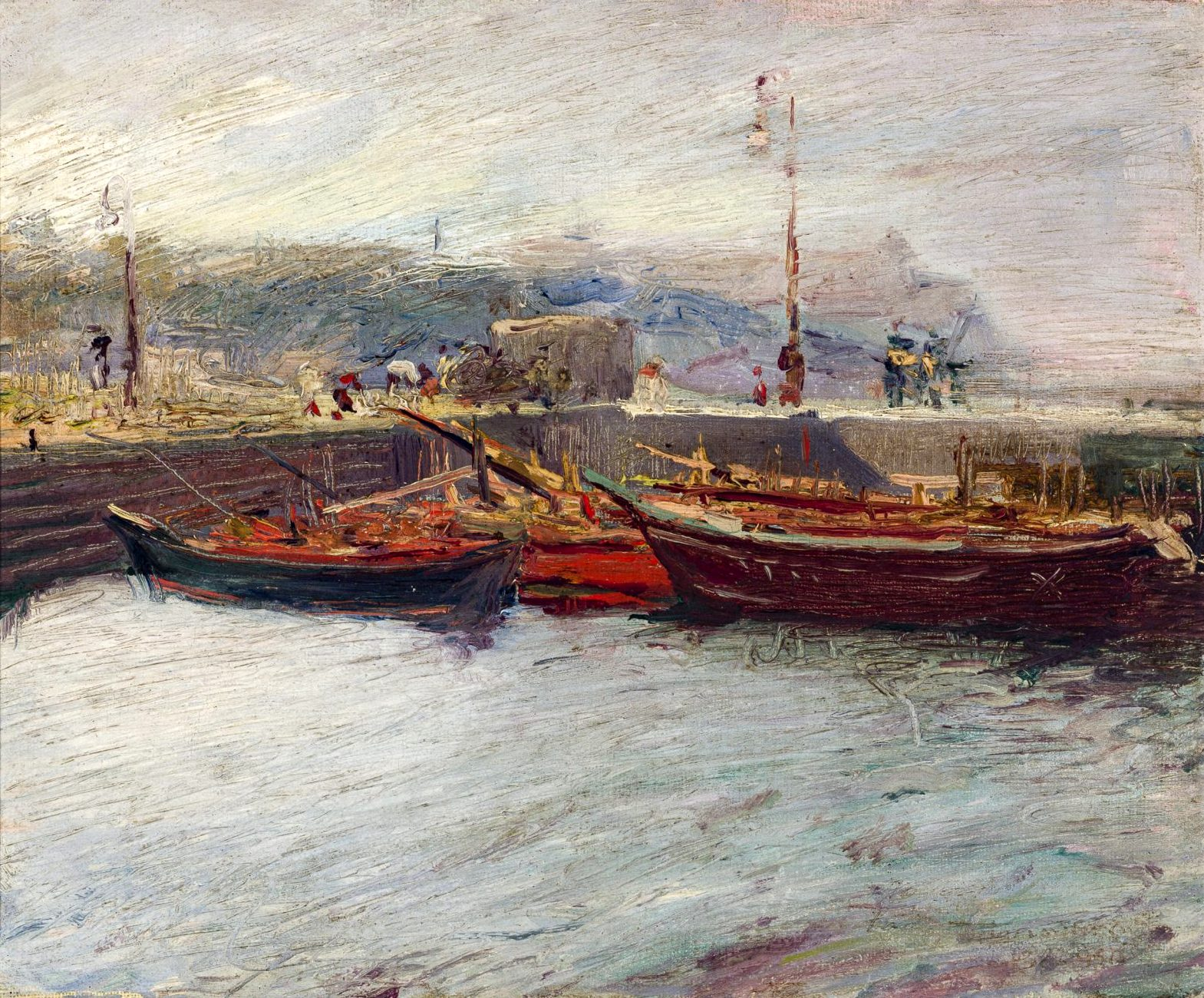
Barcos (sem data)
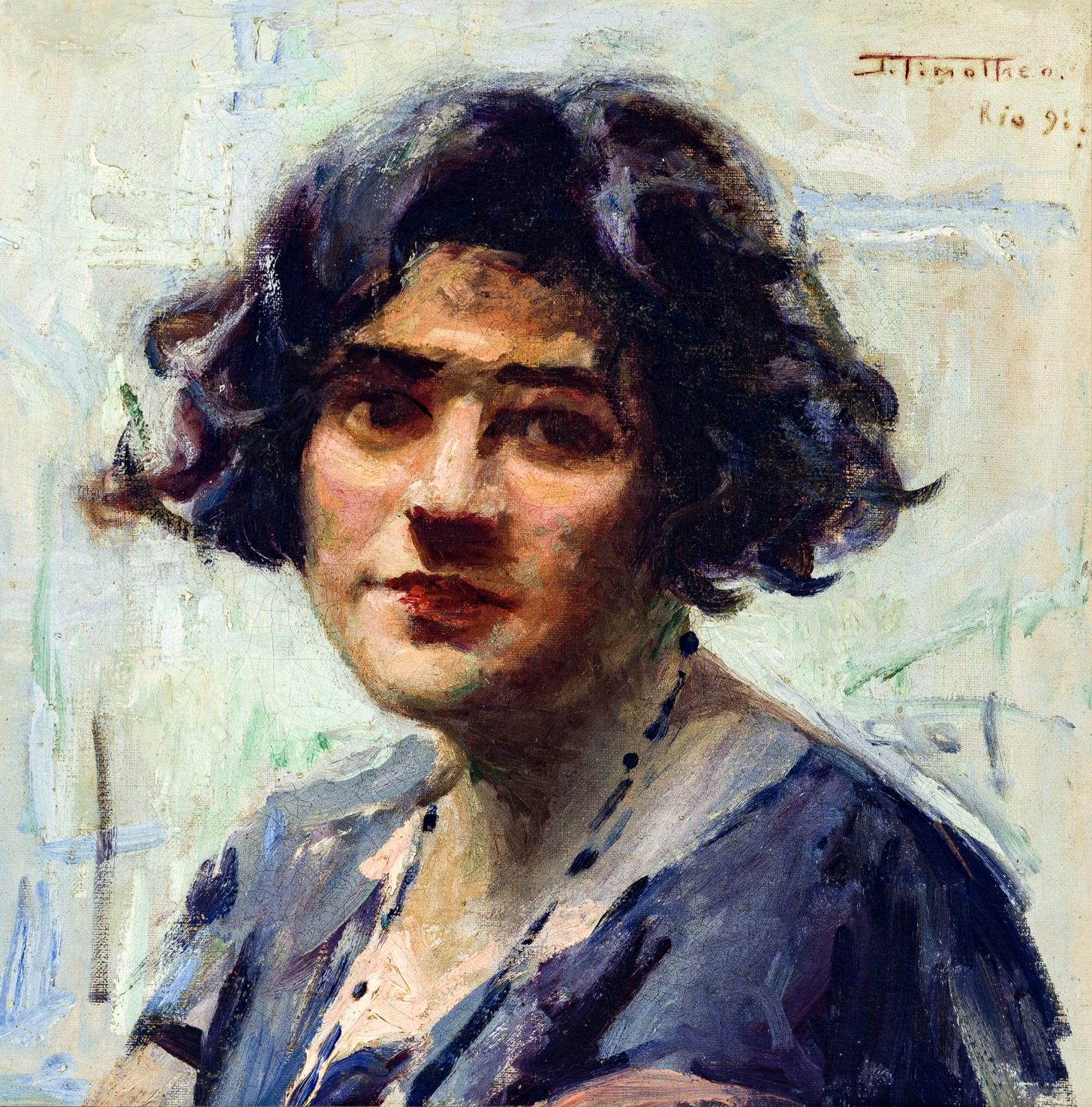
Retrato de mulher